# Municipal District of Acadia No. 34
Municipal District of Acadia No. 34 (verkürzt Acadia No. 34) ist einer der 63 „municipal district“ in Alberta, Kanada. Der Verwaltungsbezirk liegt in der Region Süd-Alberta und gehört zur „Census Division 4“. Er hat seinen Verwaltungssitz in Acadia Valley und wurde am 8. Dezember 1913 eingerichtet (incorporatedals „Rural Municipality“).
Der Verwaltungsbezirk ist für die kommunale Selbstverwaltung in den ländlichen Gebieten sowie den nicht rechtsfähigen Gemeinden, wie Dörfern und Weilern und ähnlichem, zuständig. Für die Verwaltung der Städte (City) und Kleinstädte (Town) in seinen Gebietsgrenzen ist er nicht zuständig.

## Lage
Der „Municipal District“ liegt Südosten in der kanadischen Provinz Alberta und grenzt nach Osten an die Benachbarte Provinz Saskatchewan. Nach Süden wird der Bezirk durch den Red Deer River begrenzt, während im Norden die Grenze ungefähr entlang dem Provincial Highway 570 verläuft.
|                    | Special Area No. 3                          |              |
| Special Area No. 3 | Kompassrose, die auf Nachbargemeinden zeigt | Saskatchewan |
|                    | Special Area No. 2                          |              |

## Bevölkerung
| Jahr | Erhebung          | Einwohner | Änderung | Fläche (km²) | Bev.-dichte (EW/km²) |
| ---- | ----------------- | --------- | -------- | ------------ | -------------------- |
| 2021 | Volkszählung 2021 | 494       | + 0,2 %  | 1.070,92     | 0,5                  |
| 2016 | Volkszählung 2016 | 493       | - 0,4 %  | 1.082,60     | 0,5                  |
| 2011 | Volkszählung 2011 | 495       | - 9,2 %  | 1.076,26     | 0,5                  |

## Gemeinden und Ortschaften
Folgende Gemeinden liegen innerhalb der Grenzen des Verwaltungsbezirks:
- Stadt (City): keine
- Kleinstadt (Town): keine
- Dorf (Village): keine
- Weiler (Hamlet): Acadia Valley

Außerdem bestehen noch weitere, noch kleinere Ansiedlungen wie beispielsweise Sommerdörfer.